# John Biddulph
Pour les articles homonymes, voir Biddulph (homonymie).
John Biddulph, né le 25 juillet 1840 à Londres et mort le 24 décembre 1921 à Grey Court (Londres), est un officier, explorateur, naturaliste et écrivain britannique.

## Biographie
Il travaille pour le gouvernement britannique en Inde et y est témoin de la révolte des cipayes en 1857. Envoyé en mission à Yarkand, il y accompagne Douglas Forsyth et Ferdinand Stoliczka (1873-1874) et explore le Baltistan. Il sert ensuite comme colonel dans le cachemire (1877-1881).
Il écrit plusieurs livres sur ce pays et sur l’histoire de la présence britannique, dont des biographies de Stringer Lawrence (1697-1775) et de Joseph François Dupleix (1697-1763). Ses livres et son Tribes of the Hindoo Koosh servent de références à plusieurs articles de la onzième édition de l’Encyclopædia Britannica. Il est l’un des correspondants de l’ornithologue Allan Octavian Hume (1829-1912) durant son séjour à Gilgit en 1877. En 1892, il est le résident (British Resident) à Gwalior, la capitale d’une province princière de l’Inde.

## Œuvres
- 1880 : Tribes Of The Hindoo Koosh
- 1899 : The Nineteenth And Their Times, Murray (Londres) – exemplaire numérique sur Canadian Libraries.
- 1901 : Stringer Lawrence, The Father Of The Indian Army, J. Murray (Londres) – exemplaire numérique sur American Libraries.
- 1907 : The Pirates Of Malabar, and An Englishwoman In India..., Smith Elder & Co . (Londres) – exemplaire numérique sur Million Book Project et sur Universal Library.
- 1910 : Dupleix – exemplaire numérique sur Million Book Project.